# Utamaro Kitagawa
Utamaro Kitagawa (japonsky 喜多川 歌麿, Kitagawa Utamaro; ?1753 Edo či Ósaka, Japonsko – 31. října 1806, Edo, Japonsko) byl japonský malíř a grafik, který vytvářel barevné dřevoryty, především na motivy ženské postavy. Byl to jeden z nejvýznamnějších umělců školy ukijo-e, žák Toriyamy Sekiena. V 80. letech 18. století našel vlastní styl, v němž usiloval o realistické zachycení zpodobovaného objektu. Je autorem knižních alb s náměty z drobné přírody a portrétista krásných žen, které zachycoval jednotlivě i ve skupinách, v celých postavách nebo v bustách (ókubie).

## Život a dílo
O Utamarově životě je známo jen velmi málo a podrobnosti  se často liší podle různých zdrojů. Narodil se pravděpodobně v roce 1753 v Edu (dnes Tokio), kde také strávil svůj život. V mládí studoval malířský styl Kanó a později se stal žákem SekienaTorijamy.   Vyrůstal v Sekienově domě a jejich vztah pokračoval až do Sekienovy smrti v roce 1788. Pod jménem Kitagawa Tojoaki  začal kolem roku 1775 publikovat kresby malované černou tuší, zejména portréty herců kabuki. Jednou z prvních  publikovaných prací byla obálka  knihy o kabuki s názvem Čtyřicet osm způsobů, jak uspět v lásce z roku 1775.  Jak bylo tenkrát obvyklé, vystřídal během své umělecké kariéry několik pseudonymů: Utamaro, Kitagawa Shimbi, Toriyama Shimbi, Toyoaki (Hôshô), Yusuke, Yûki, Entaisai, Issôshurichôsai, Mokuen, Sekiyô, Murasakiya, Shibaya, Hôshô, 喜多川歌麿 

V roce 1781 se seznámil s nakladatelem  Džusaburó Cutajou, který se stal jeho mecenášem a doživotním přítelem. Spojila je práce na knize, ke které vytvořil ilustrace pod novým jménem Kitagawa Utamaro. V jeho domě žil a pracoval přibližně  pět let, většinou tvořil ilustrace pro knihy poezie tanka.  Byla to realistická umělecká díla s motivy květin, ryb, ptáků a zvířat a Utamaro v nich prokázal své kreslířské umění. Trilogie Hmyz (『画本虫撰』, Ehon mushi erami), Dar z mušlí (『潮干のつと』, Shiohi no tsuto) a  Všechny druhy ptáků (『百千鳥』, Momochidori), vyšly v letech 1788 až 1790 v Cutajově nakladatelství. Publikoval také sérii dvanácti tisků o chovu bource morušového. Utamaro  byl v  té době již  známým umělcem.

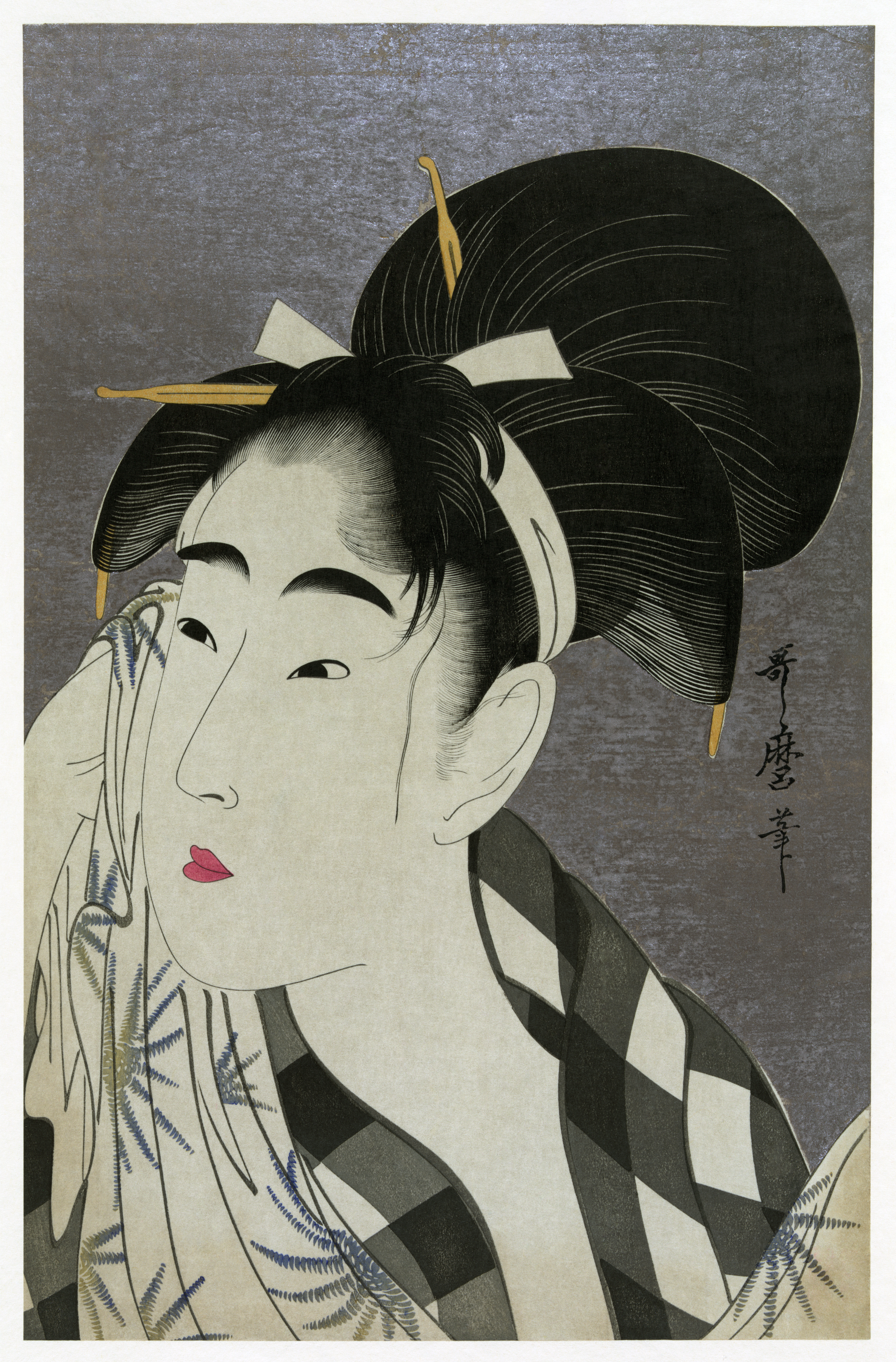
Žena otírající si pot – dřevořez od Utamaro Kitagawy

Po roce 1791 od kreseb a ilustrací  přešel k dřevořezům, které vynikaly jemnými odstíny barev, z nichž proslula  zejména  jeho modř. Experimentoval také s  technikami tisku. Hlavním námětem jeho prací se staly portréty krásných žen (Bidžinga) ve stylu ukijo-e. Na rozdíl od svých předchůdců však většinou  vytvářel individuální ženské portréty, na kterých zachytil jen horní část těla. Idealizované obličeje s dlouhými nosy, úzkými štěrbinami očí a malými červenými ústy mají protáhlé hlavy korunované velkými složitými účesy. Dvojnásobným  nanášením černé barvy při tisku dosáhl specifické hloubky černých vlasů, která  u jeho předchůdců nebyla obvyklá. Používal mírně tónované slídové pozadí (proces kira-e), čímž se zvyšoval kontrast se samotným obličejem. Snažil se však o psychologické domyšlení obrazu a hlubší porozumění jeho mravnímu smyslu. Celkové postavy Utamarových  žen, od matek s dětmi, přes gejši až po kurtizány, jsou idealizované s dlouhými protáhlými a štíhlými těly a často oblečené do látek s jemným vzorem. Jeho jemné portréty žen v elegantní a přitažlivé stylizaci mu vynesly titul „mistr ženskosti“.

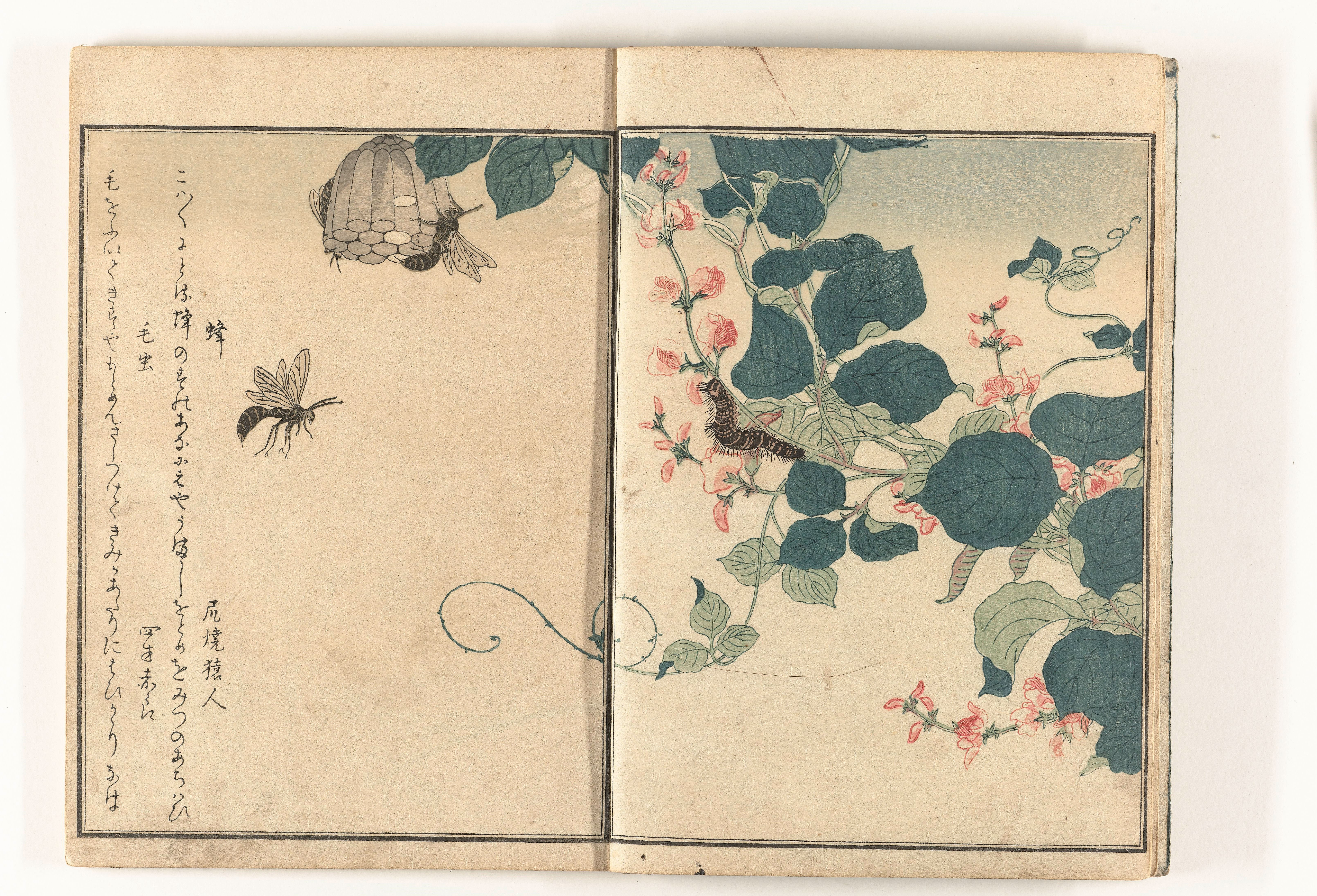
Vosy a housenka na kvetoucích šípcích (1788)

Zachycoval atmosféru prostředí světa kurtizán ve čtvrti Jošiwara, v jejíž bezprostřední blízkosti se nacházelo jeho bydliště.  Ilustroval 15 knih s erotickými náměty (šunga). Velký úspěch měla i kniha Zelené domy' .   V tomto období namaloval svá mistrovská díla jako jsou série Antologie lásky (歌撰恋之部, Kasen Koi no bu) , Deset podob ženské fyziognomie (婦人相学十躰, Fujin sogaku jittei), Šest nejkrásnějších žen (高名美人六家撰, Komei Bijin rokkasen), Slavné krásy Edo (当時全盛美人揃, Toji zensei z Tódži Bijin ) nebo Zelené domy (『青楼十二時』, Seiro juu-niji), líčící události jednoho roku v Jošiwaře.
V pozdějších letech často čerpal inspiraci ze života obyčejných lidí, vracel se k  tématu matky a dítěte. Vytvořil také přibližně padesát tisků zobrazujících známé postavy japonských lidových pověstí (Jókai),  nadpřirozené bytosti Jamauba (horská čarodějnice)  a Kintarō (dítě s nadlidskou silou, které se vyznačuje červenou kůží).

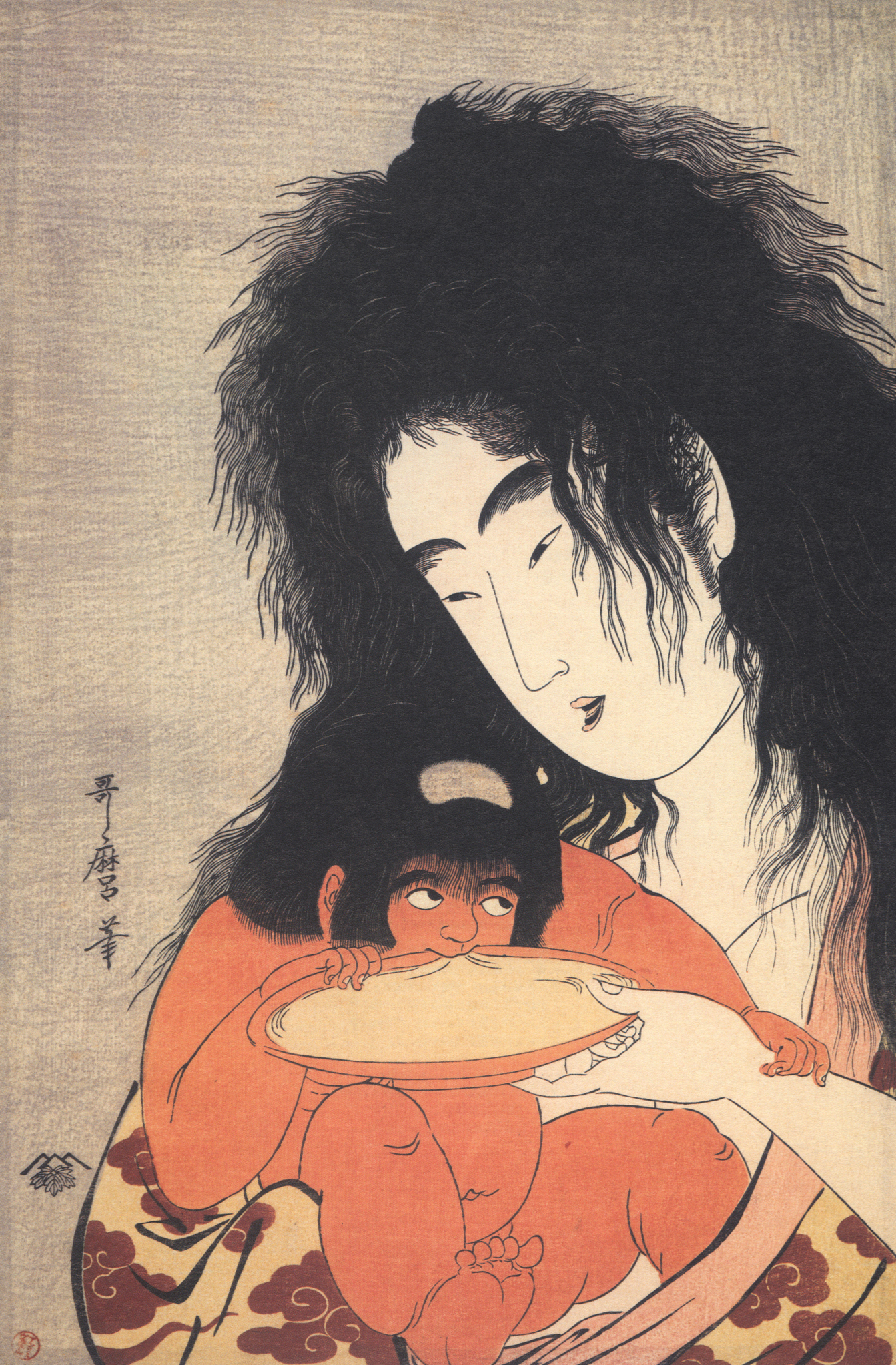
Jamauba a Kintaro

Roku 1804 se dostal do vězení kvůli několika satirickým kresbám velmožů v kompromitujících situacích, kterými porušil přísné japonské zákony o cenzuře. Trest, po kterém následovalo ještě domácí vězení v poutech, měl nepříznivý vliv na jeho psychický stav, oslabený po smrti přítele Cutaji v roce 1797. Utamaro Kitawaga zemřel v roce 1806 ve věku 53 let.  Je pochován v hrobě chrámu Senkodži ve čtvrti  Setagaya v Tokiu. Posmrtně dostal buddhistické jméno Shōen Ryōkō Shinshi.
Celé Utamarovo dílo zahrnuje téměř 2000 grafických listů. Přestože vytvořil několik krásných obrazů, grafika zůstala oborem, kterému se věnoval celý život. Utamarův styl, charakterizovaný jasnými, svěžími  barvami, v Japonsku nadlouho ovládl  tvorbu barevného dřevořezu. Velký ohlas vyvolalo Utamarovo dílo v Paříži, v období tzv. japonské horečky,  která ve druhé polovině 19. století nastala poté, co se do Evropy dostalo  dosud neznámé japonské umění. Obdivovali ho malíři  Édouard Manet, Claude Monet, Vincent van Gogh nebo Mary Cassattová, ale stylově i námětem mu nejblíže byl Henri Toulouse-Lautrec.
Umělecký kritik Edmond de Goncourt napsal: „Jeho delikátní obrazy žen zaplňují stovky knih a alb a jsou připomínkou, pokud vůbec nějaké byly potřeba, nesčetných spřízněností mezi uměním a erotikou. [...] Jsou to Utamarovy portréty žen, které jsou nejnápadnější svou smyslnou krásou, zároveň živé a okouzlující, tak vzdálené realismu a prodchnuté vysoce vytříbeným psychologickým smyslem. Nabídl nový ideál ženskosti: štíhlou, rezervovanou a s rezervovanými způsoby." . 

## Série tří obrazů
Koncem 18. století japonský ukiyo-e umělec Utamaro Kitagawa (asi 1753 – 1806) namaloval tři závěsné svitky, či obrazy k zavěšení pro prominentního obchodníka Zenno Ihē. Náměty obrazů jsou měsíc, květiny a sníh. Nesou jméno Měsíc v Šinagawě (japonsky 品川の月, Šinagawa no cuki), Květiny v Jošiwaře (japonsky 吉原の花, Jošiwara no hana) a Sníh ve Fukagawě (japonsky 深川の雪, Fukagawa no juki).
Obrazy mají pověst nejambicióznějších prací od tohoto umělce. Jsou neobvykle velké a byly provedeny ve vysoce kvalitních barevných pigmentech na dováženém čínském papíru Xuan. Utamaro pracoval na obrazech asi od roku 1788 do 1801 až 1804; není známo, proč to trvalo tak dlouho. V 80. letech 19. století se obrazy dostaly do evropských sbírek a brzy se rozdělily, dva jsou nyní v amerických sbírkách a třetí je v Japonsku. Po jejich prvním společném veřejném vystavení v roce 1879 nebyly do roku 2016 opět společně vystaveny.

### Měsíc v Šinagawě
Měsíc v Šinagawě (japonsky 品川の月, Šinagawa no cuki), pozdní 18. století, je také známý jako Cukimi no zašiki zu (月見の座敷図.) Horizontální obraz je visící svitek provedený v inkoustu na dvou spojených listech Xuan papíru. Oba svitky spolu měří 147×321 centimetrů. Byl namalován kolem roku 1788 a věří se, že byl prvním ze série tří obrazů. Nyní v majetku Freer Gallery of Art, Washington, D.C.

### Květiny v Jošiwaře
Obraz Květiny v Jošiwaře (japonsky 吉原の花, Jošiwara no hana) vznikl kolem roku 1791–92. Pravděpodobně druhý ze série. Horizontální obraz je visící svitek z osmi spojených listů papíru Xuan. Společně měří 186,70 cm × 256,90 cm a je provedený technikou inkoustu. Od roku 1957 v majetku muzea Wadsworth Atheneum, Hartford, Connecticut.

### Sníh ve Fukagawě
Sníh ve Fukagawě (japonsky 深川の雪, Fukagawa no juki) zobrazuje noční podnik v okrese Fukagawa v Tokiu s tématem sněhu. Horizontální obraz je visící svitek provedený v barevných pigmentech na osmi spojených listech papíru Xuan,. Společně měří 198,80×341,10 cm. V majetku Okada Museum of Art, ve městě Hakone v Japonsku.

Série tří obrazů od Kotagawa Utamaro
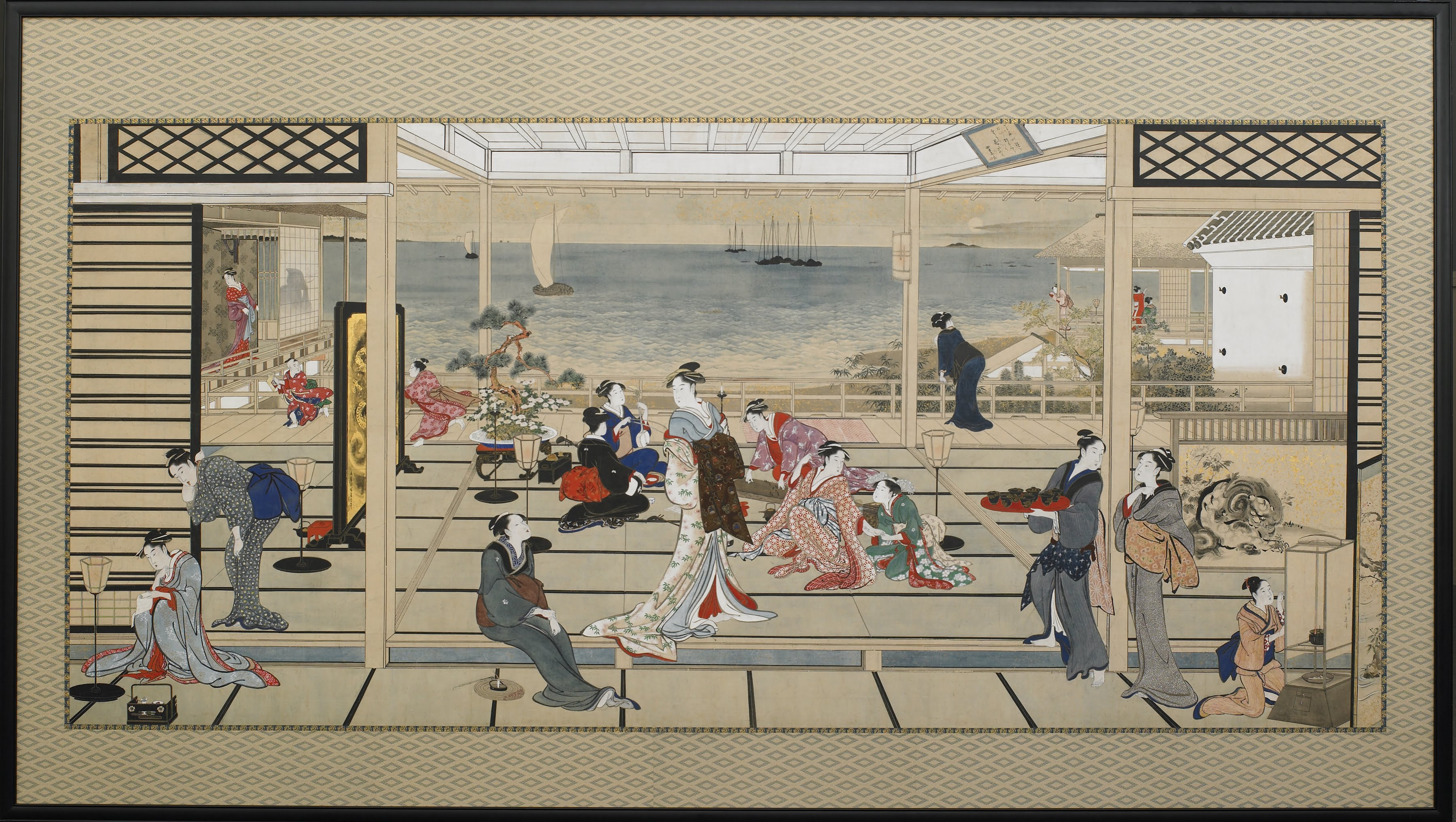
Měsíc v Šinagawě
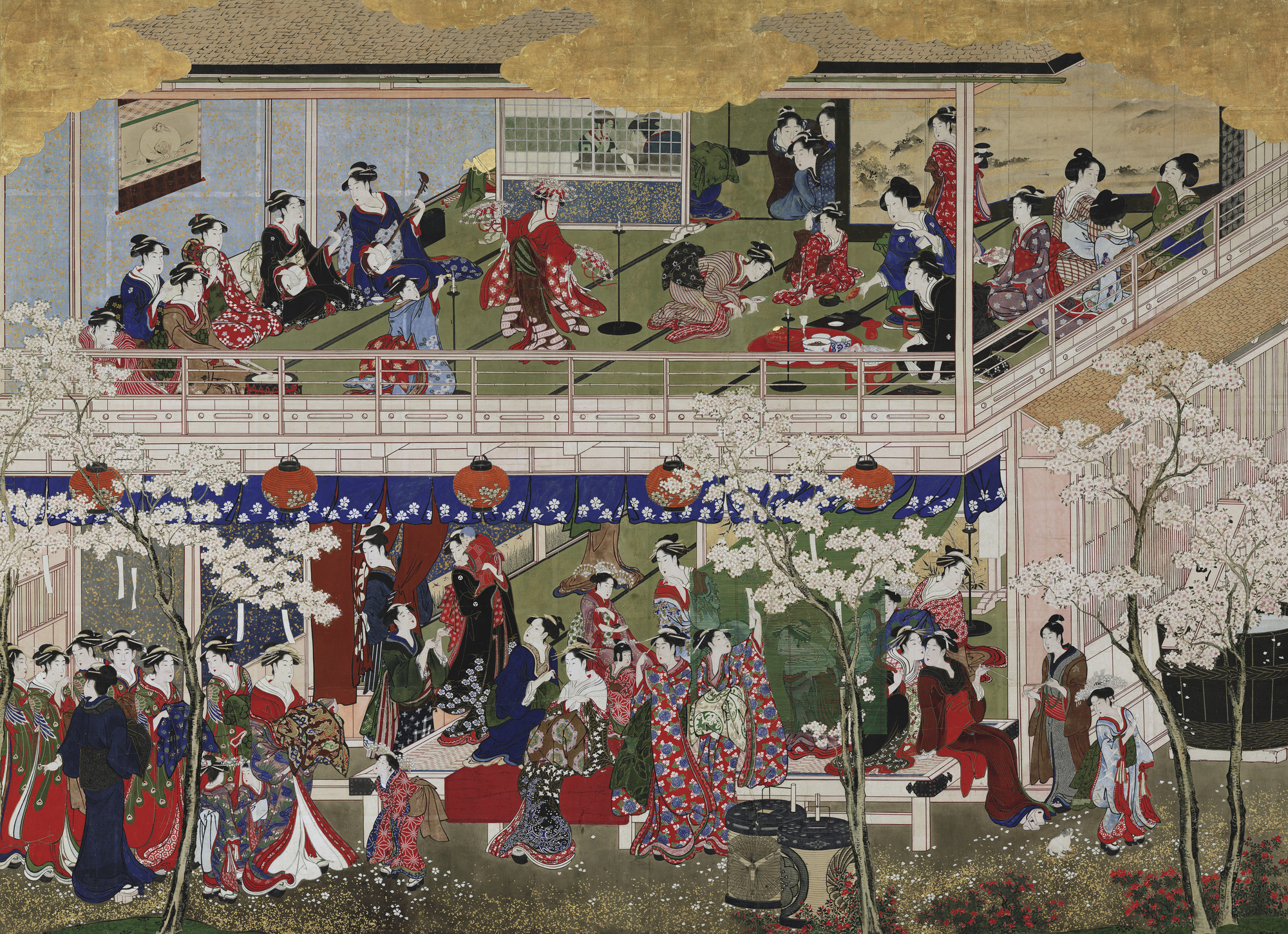
Elegantně oblečené japonské ženy hledící na třešňové květy
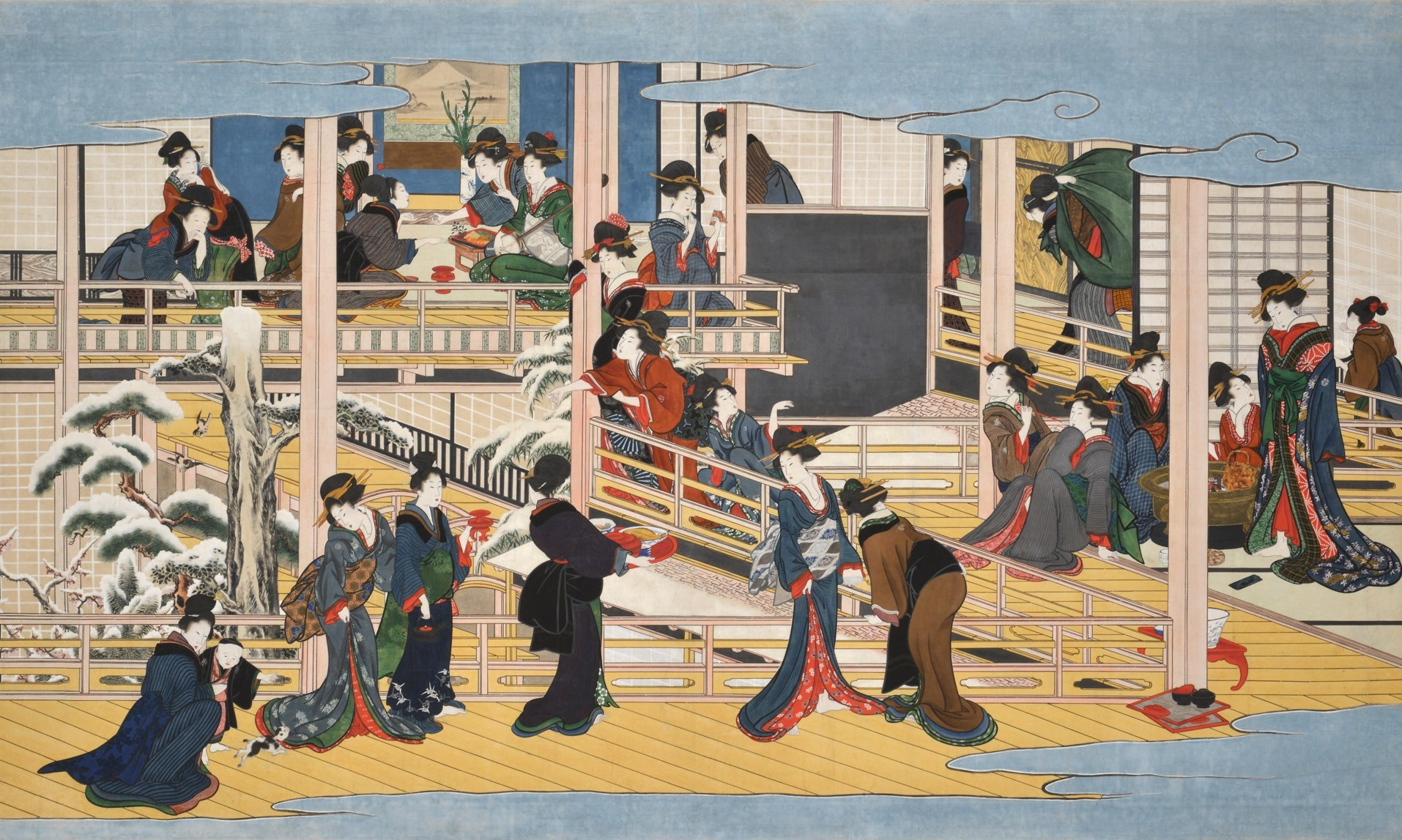
Sníh ve Fukagawě, obraz elegantně oblečených japonských žen v různých budovách v zimě
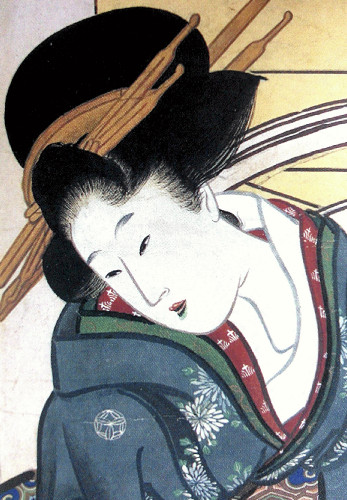
Rodový znak rodiny se objevuje v detailu obrazu na rameni kimona této ženy, Fukagawa no juki.

Utamaro i přes složitost malby dosahuje vysoké kompoziční rovnováhy. Ukazuje 27 postav v celé řadě budov, jako jsou čajovny a patrové restaurace. Hlavní budova se jeví jako dvoupatrová restaurace – čajovna; obraz se zaměřuje na atrium se zahradním dvorem uprostřed obklopeným zábradlím, který odhaluje zasněžené prostředí. S výjimkou mladého chlapce, který sahá pro kočku v levém dolním rohu, jsou všechny postavy ženy, i když v reálném životě by byli hosté domu potěšení muži.